# Thomas Phibel
Thomas Phibel est un footballeur français, né le 11 mai 1986 aux Abymes en Guadeloupe.
Formé au RC Lens, ce défenseur évolue ensuite en Belgique, au RE Virton, au Standard de Liège avec qui il est champion de Belgique en 2008, au FC Brussels et au Royal Antwerp, puis en Pologne au Widzew Łódź, à l'Amkar Perm, au Mordovia Saransk puis à l'Étoile rouge de Belgrade en Serbie.

## Biographie
Thomas Phibel commence le football en Guadeloupe à la MJC des Abymes. Repéré lors de matchs avec la sélection de Guadeloupe sur le continent, il rejoint à 16 ans l'équipe de Roubaix en Division Honneur. À la suite de ses performances, il intègre le centre de formation du RC Lens. Durant cette période au centre de formation, il est prêté une saison au club du CS Avion qui évolue en CFA.
À l'issue de sa période lensoise, il signe à Virton pour deux ans au début de la saison 2006-2007. À peine arrivé, il impressionne tous les observateurs par son aisance et son placement. Lors de ce début de campagne, une blessure au poignet l'empêche d'être aligné pendant plusieurs matches. En janvier 2007, l'intérêt du Standard de Liège se concrétise. Le 19 janvier 2007 exactement, Thomas signe un contrat de 2 ans (avec une option pour deux années supplémentaires) en faveur du club de la cité ardente. Les différentes parties avaient d'abord laissé croire que Thomas terminerait la saison avec l'Excelsior mais à la suite des demandes de l'entraîneur du Standard Michel Preud'homme et du joueur, c'est dès janvier 2007 qu'il rejoint les rouges et blancs après avoir joué un tout dernier match avec ses anciens coéquipiers contre Hamme.
Dans un groupe où la concurrence est forte à son poste, Phibel ne parvient pas à s'imposer, gêné il est vrai, par de multiples pépins physiques. Finalement il s'engage en D2, au FC Brussels, pour l'aider à remonter dans l'élite.
En mai 2010, il part en Pologne pour s'entraîner avec le Widzew Łódź.

## Statistiques
| Saison         | Club                               | Division | Championnat | Buts |
| -------------- | ---------------------------------- | -------- | ----------- | ---- |
| 1999 - 2000    | Roubaix ( France)                  |          |             |      |
| 2000 - 2001    | CS Avion ( France)                 |          |             |      |
| 2001 - 2005    | RC Lens ( France)                  |          |             |      |
| 2006 - 01/2007 | Royal Excelsior Virton ( Belgique) | D2       | 15          | 0    |
| 01/2007 - 2008 | Standard de Liège ( Belgique)      | D1       | 2           | 0    |
| 2008 - 2009    | FC Brussels ( Belgique)            | D2       | 10          | 0    |
| 2009 - 2010    | Royal Antwerp ( Belgique)          | D2       | 18          | 2    |

## Palmarès
- Champion de Belgique en 2008 avec le Standard de Liège